# Lassing (Styria)
Lassing – gmina w Austrii, w kraju związkowym Styria, w powiecie Liezen. Według Austriackiego Urzędu Statystycznego liczyła 1689 mieszkańców (1 stycznia 2015).